# Manuel Ferreira de Araújo Guimarães
Manuel Ferreira de Araújo Guimarães (Bahia, 5 de março de 1777 — Salvador, Bahia 24 de outubro de 1838) foi um professor, jornalista, militar e político brasileiro. Considerado o primeiro jornalista brasileiro.

## Biografia
Militar da marinha brasileira, fez a sua formação em Portugal, estudando na Academia Real da Marinha e formando-se em matemática. Trabalhou no Observatório Real da Marinha e foi nomeado, em 1801, como professor substituto da Academia dos Guardas-Marinhas e ensinando astronomia teórica e prática na nau Princesa da Beira.
Em 1805 regressou ao Brasil e quando a corte portuguesa chegou a cidade do Rio de Janeiro, Manuel Ferreira retomou o seu lugar de professor na academia criado por D. João, ensinando astronomia na Academia Real Militar do Rio de Janeiro.
Como jornalista, foi o fundador do jornal literário e político O Patriota, em 1813, que teve como colaborador o poeta Manuel Inácio da Silva Alvarenga, além de ter sido o redator da “Gazeta do Rio de Janeiro e fundador de “Espelho”, sendo considerado o primeiro jornalista profissional do Brasil.
Na década de 1810, foi promovido a Coronel graduado e elegeu-se deputado provincial constituinte em 1823, mesmo ano em que foi efetivado ao posto de Coronel. Em 1828 chegou ao posto de Brigadeiro.
Em abril de 1838 o seu filho Inocêncio Eustáquio Ferreira de Araújo, um dos líderes da Sabinada foi preso e condenado. Manuel Ferreira de Araújo Guimarães fez de tudo para salvá-lo, escreveu manifestos, coordenou a sua defesa e pediu o apoio de políticos importantes. De nada adiantou. Desgostoso e amargurado com a condenação a morte do filho faleceu na sua terra natal em 24 de Outubro de 1838. Inocêncio, anos depois da morte de seu pai foi anistiado.
Lutou pelas causas militaristas e pela independência literária e traduziu e escreveu diversos livros de matemática e de astronomia, para uso nas escolas militares.